# Беглецы (фильм, 2014)
«Беглецы» — российско-казахстанский приключенческий фильм режиссёра Рустама Мосафира. Премьера фильма состоялась 25 сентября 2014 года. Слоган фильма — «Охота началась». По мотивам повести сибирского автора Глеба Пакулова «Ведьмин ключ». Действие происходит на рубеже XIX и XX веков.

## Сюжет
Сюжет фильма разворачивается в начале XX века. Главный герой  Павел Нечаев (Пётр Фёдоров), молодой революционер, сбежал в составе организованной группы с каторги и скрывается от тюремщиков и прочих наёмных охотников за головами. Немая Устья (Елизавета Боярская), жена золотоискателя, хорошо ориентируется в тайге и помогает Павлу скрыться от преследования и попасть в город, тогда как остальные беглецы уже пойманы.

## В ролях
- Пётр Фёдоров —  Павел
- Елизавета Боярская — Устья
- Валерий Гришко — Василий, муж Устьи
- Сергей Цепов —  Кудим
- Александр Самойлов  — Шкандыба
- Ерик Жолжаксынов  — кочевник
- Кирилл Анисимов — Михей
- Юрис Лауциньш — Игнат
- Сейдулла Молдаханов — Эвенк
- Гульнур Кожахметова — жена Эвенка
- Мади Омирбек — ребёнок Эвенка